# Rosyjski Oddział Pomocniczy Legionu Walońskiego
Rosyjski Oddział Pomocniczy Legionu Walońskiego (ros. Русский вспомогательный отряд Легиона "Валлония") – oddział zbrojny złożony z Rosjan działający przy Legionie Walońskim podczas II wojny światowej.
Na pocz. 1942 r., kiedy do osłabionego po ciężkich walkach we wschodniej Ukrainie Legionu Walońskiego przybyły uzupełnienia z okupowanej Belgii, w ich składzie znajdowało się kilku Białych Rosjan (m.in. graf Leonid Komarowski, bracia Nikołaj I. Sachnowski i P. I. Sachnowski), którzy dołączyli do pozostałych (w liczbie ok. 20). Na ich wniosek - po uzyskaniu zgody Niemców - przy Legionie został sformowany nieduży pomocniczy oddział zbrojny, złożony z jeńców wojennych z Armii Czerwonej. Liczył kilka plutonów, po 40-45 ludzi. Działalność propagandową wśród nich prowadził graf L. Komarowski. Oddział wspólnie z Walonami uczestniczył w lipcu 1942 r. w ciężkich walkach na kierunku stalingradzkim. Następnie przeniesiono go w rejon Charkowa, gdzie w sierpniu walczył pod Majkopem. Brał udział w składzie 97 Dywizji Górskiej gen. Ernsta Ruppa w natarciu na Kaukaz. Tam większość jego żołnierzy zginęło.